# Laurens Bon
Laurens Bon (Amsterdam, 25 januari 1980) is een Nederlands kindacteur die bekend werd als het jongetje uit de Calvé-reclamespotjes tijdens de jaren 80. 
In 1983 werd hij uit 250 kinderen gecast voor de tv-reclame van Calvé pindakaas. Hij moest hiervoor de legendarische zin "Mijn moeder zegt dat het goed voor me is omdat er zo veel vitamientjes in zitten. Stom, hè? Ik vind het gewoon lekker." uitspreken. Hij had echter moeite de tekst te onthouden, en maakte de kinderlijke verspreking 'pitamientjes' en zei 'woon' in plaats van 'gewoon'. Vanwege het petje dat hij op had sprak de crew al gauw van de 'Petje Pitamientje commercial'. De commercial werd in 1991 uitgeroepen tot de beste televisiereclame van de afgelopen 25 jaar.
Hij groeide uit tot een soort volksheld. Na een half jaar ontstonden geruchten dat hij zou zijn overleden bij een ongeluk. De Telegraaf rectificeerde dat. Door de commotie doken hij en zijn ouders tijdelijk onder.
Bon heeft nadien nog slechts eenmaal geacteerd, namelijk in een reclame naar aanleiding van het 25-jarig bestaan van de supermarktketen C1000 in 2006.